# Kanton Monthois
Monthois  is een voormalig kanton van het Franse departement Ardennes. Het kanton maakte deel uit van het arrondissement Vouziers tot het op 1 januari 2015 werd opgeheven en de gemeenten werden toegevoegd aan het kanton Attigny.

## Gemeenten
Het kanton Monthois omvatte de volgende gemeenten:
- Ardeuil-et-Montfauxelles
- Aure
- Autry
- Bouconville
- Brécy-Brières
- Challerange
- Condé-lès-Autry
- Liry
- Manre
- Marvaux-Vieux
- Montcheutin
- Monthois (hoofdplaats)
- Mont-Saint-Martin
- Saint-Morel
- Savigny-sur-Aisne
- Séchault
- Sugny
- Vaux-lès-Mouron